# Vandeuil
Vandeuil település Franciaországban, Marne megyében. Lakosainak száma 176 fő (2022. január 1.). Vandeuil Branscourt, Breuil, Hourges, Jonchery-sur-Vesle, Montigny-sur-Vesle és Savigny-sur-Ardres községekkel határos.

## Népesség
A település népessége az elmúlt években az alábbi módon változott:
| Lakosok száma | 149  | 187  | 188  | 200  | 219  | 223  | 196  | 176  | 172  | 176  |
|               | 1968 | 1982 | 1990 | 2006 | 2013 | 2015 | 2017 | 2019 | 2020 | 2022 |